# Лиепиня, Анита
Анита Лиепиня (латыш. Anita Liepiņa; род. 17 ноября 1967, Талси), в девичестве Стурите (латыш. Stūrīte) — латвийская легкоатлетка, специалистка по спортивной ходьбе. Выступала за сборную Латвии по лёгкой атлетике в 1990-х и 2000-х годах, многократная победительница первенств национального значения, участница трёх летних Олимпийских игр.

## Биография
Анита Стурите родилась 17 ноября 1967 года в городе Талси Латвийской ССР.
Впервые заявила о себе в лёгкой атлетике на международном уровне в сезоне 1995 года, когда вошла в состав латвийской национальной сборной и выступила на чемпионате мира в Гётеборге, где в зачёте ходьбы на 10 км заняла итоговое 27-е место.
В 1996 году в ходьбе на 10 км стала 14-й на Кубке Европы в Ла-Корунье. Благодаря череде удачных выступлений удостоилась права защищать честь страны на летних Олимпийских играх 1996 года в Атланте — в той же дисциплине показала результат 45:35, расположившись в итоговом протоколе соревнований на 21-й строке.
В 1997 году на дистанции 10 км заняла 26-е место на Кубке мира в Подебрадах, была восьмой на чемпионате мира в Афинах.
На чемпионате Европы 1998 года в Будапеште сошла с дистанции на 10 км.
В 2000 году в ходьбе на 20 км заняла 25-е место на Кубке Европы в Айзенхюттенштадте. Находясь в числе сильнейших латвийских ходоков, благополучно прошла отбор на Олимпийские игры в Сиднее — здесь в той же дисциплине показала время 1:39:17 и разместилась на 37-й строке итогового протокола.
В 2002 году одержала победу на Рижском марафоне (3:12:16).
В 2004 году представляла Латвию на Олимпийских играх в Афинах — на сей раз в ходьбе на 20 км с результатом 1:39:54 стала 45-й.
В 2006 году выиграла полумарафон в рамках Рижского марафона (1:33:43).
В 2007 году добавила в послужной список победу на Валмиерском марафоне (3:10:19).
Помимо ходьбы и бега на длинные дистанции также проявила себя в рогейне и спортивном ориентировании.
Муж Модрис Лиепиньш — так же известный спортивный ходок, участник трёх Олимпийских игр.